# Blue Öyster Cult (album)
Albums de Blue Öyster Cult
Tyranny & Mutation
(1973)
Singles
1. Cities on Flame with Rock and Roll
Sortie : 21 avril 1972[1]

Blue Öyster Cult est le premier album du groupe de hard rock américain, Blue Öyster Cult. Il est sorti le 16 janvier 1972 sur le label CBS Records et est produit par Murray Krugman et Sandy Pearlman.

## Historique
Cet album fut enregistré en octobre 1971 dans les studios Warehouse de New York. Après avoir tourné et enregistré les premières démos sous le nom de Soft White Underbelly, le bassiste Andy Winter quitte le groupe et est remplacé par Joe Bouchard. Le groupe se stabilise autour de la formation qui deviendra le line-up qui enregistre ce premier album et les sept suivants. 
Il contient les premiers tubes du groupe, comme Cities On Flame with Rock and Roll, qui sera l'unique single pour le promouvoir ou encore Then Came The Last Days of May.
La pochette de l'album, due à un artiste du nom de Bill Gawlik, arbore la croix de Cronos, qui devient ainsi le symbole du groupe. On note déjà la présence comme parolier de leur producteur Sandy Pearlman, et de son ami le critique de rock Richard Meltzer. Lors de sa réédition en 2001, l'album sera augmenté de quatre titres bonus enregistrés en 1969 alors que le groupe s'appelait encore Soft White Underbelly. L'album sera joué en public dans sa totalité et en dans l'ordre des titres lors des tournées 2017 et 2023 et fera l'objet de deux albums The 45th Anniversary - Live In London (2017) et 50th Anniversary -live In Nyc- First Night (2023).
Il se classa à la 172e place du Billboard 200 américain le 1er juillet 1972. 

## Liste des titres
| 1. | Transmaniacon MC                     | Sandy Pearlman, Albert Bouchard, Donald Roeser, Eric Bloom | Bloom  | 3:21 |
| 2. | I'm on the Lamb but I Ain’t No Sheep | Pearlman, A. Bouchard, Eric Bloom                          | Bloom  | 3:10 |
| 3. | Then Came the Last Days of May       | Roeser                                                     | Roeser | 3:31 |
| 4. | Stairway to the Stars                | Richard Meltzer, A. Bouchard, Roeser                       | Bloom  | 3:43 |
| 5. | Before the Kiss, A Redcap            | Pearlman, Murray Krugman, Allen Lanier, Roeser             | Roeser | 4:59 |

| 6.  | Screams                            | Joe Bouchard                                    | J. Bouchard | 3:10 |
| 7.  | She's As beautiful as a Foot       | Meltzer, A. Bouchard, Lanier                    | Bloom       | 2:58 |
| 8.  | Cities on Flame with Rock and Roll | Pearlman, A. Bouchard, Roeser                   | A. Bouchard | 4:03 |
| 9.  | Workshop of the Telescopes         | Pearlman, A & J Bouchard, Bloom, Roeser, Lanier | Bloom       | 4:01 |
| 10. | Redeemed                           | Pearlman, Harry Farcas, A. Bouchard, Lanier     | Bloom       | 3:51 |

### Titres bonus
La réédition remasterisée parue en 2001 a été augmentée des quatre titres suivants enregistrés alors que le groupe s'appelait encore Soft White Underbelly.
| No  | Titre                                      | Auteur               | Chant | Durée |
| --- | ------------------------------------------ | -------------------- | ----- | ----- |
| 11. | Donovan's Monkey (démo)                    | Meltzer, A. Bouchard |       | 3:50  |
| 12. | What Is Quicksand (démo)                   | Meltzer, Lanier      |       | 3:40  |
| 13. | A Fact About Sneakers (démo)               | Meltzer, A. Bouchard |       | 2:50  |
| 14. | Betty Lou's Got A New Pair Of Shoes (démo) | Bobby Freeman        |       | 2:34  |